# Mister Vampire
Mister Vampire è un cortometraggio muto del 1916 diretto da Francis Ford, conosciuto anche con il titolo The Woman Who Learned o Mr. Vampire. Il regista appare anche nel cast, interpretando il ruolo che dà il titolo al film, ovvero quello del "vampiro". Che non è una creatura soprannaturale dai denti aguzzi, ma un uomo che seduce le donne e poi le getta via, privo di qualsiasi sentimento amoroso.

## Trama
Benché la moglie sia incinta, un uomo la tradisce. Viene però sorpreso dalla moglie che, sospettosa, lo coglie in ufficio in una situazione imbarazzante con una sconosciuta. Per rivalsa, la moglie chiede una grossa somma che le dovrà servire per allevare il nascituro.
Passano venticinque anni. Il bambino che è nato, ha vissuto i suoi primi anni in un'atmosfera amareggiata e rancorosa ed ora è un uomo che odia le donne in maniera inquietante, soprannominato per questo "il vampiro". Evitato dagli uomini, è invece ricercato dalle donne che ne sono affascinate. Ad un ricevimento in casa sua, una delle ospiti, la signora Brooks, si reca nella stanza dell'uomo per lasciargli un biglietto. Nella stanza vicina si trova la cameriera, una ragazza che il vampiro ha trattato sempre gentilmente e che vede tutto quello che sta succedendo. Così, quando il padrone di casa viene minacciato dal marito della donna, convinto che questa si nasconda nella stanza, da una tenda sbuca la cameriera: Brooks, imbarazzato, si scusa per il suo sbaglio ed esce. Dalle tende, questa volta, pentita per il proprio comportamento, sguscia via la signora, cercando di non farsi notare. Il vampiro sorride sardonico, sempre più convinto che il suo disprezzo per le donne sia ben motivato.

## Produzione
Il film venne prodotto dalla Rex Motion Picture Company

## Distribuzione
Distribuito dalla Universal Film Manufacturing Company, il film - un cortometraggio di due bobine - uscì nelle sale cinematografiche USA il 24 dicembre 1916.